# テチーター・フォーミュラEチーム
DS・テチーターは、フォーミュラEに参戦しているチームである。
2015年-16年シーズン終了と同時に撤退したチーム・アグリを中国のベンチャー企業、CMCが買収する形で、2016年-17年シーズンからテチーター（Techeetah）として新規参戦している。
2018年-19年シーズンからはDSオートモビルズと提携し、DS・テチーター（DS Techeetah）として参戦している。

## 概要

### 2016-17年シーズン
ルノーからモーターの供給を受け、ヴァージンから移籍したジャン＝エリック・ベルニュと昨シーズンにチーム・アグリのドライバーを務めた中国の馬青驊のラインナップで開幕戦を迎える。ベルニュが第3戦で2位表彰台を獲得したのに対して、馬は開幕3戦で入賞することができず、第4戦より馬に代えて元F1ドライバーのエステバン・グティエレスを起用した。馬は引き続きチームのリザーブドライバーを務めた。第7戦からは、インディカー参戦のためチームを離脱したグティエレスに代え、ヴェンチュリーから参戦していたステファン・サラザンを起用した。ベルニュが最終戦でチーム初となる優勝を果たし、チームの年間順位は5位。ベルニュが個人では年間5位。馬は最下位の25位。グティエレスは22位。サラザンは2度の3位表彰台を獲得し、10位となった。

### 2017-18年シーズン
引き続きルノーからモーターの供給を受け、ベルニュとF1やスーパーフォーミュラなどの参戦経験を持つアンドレ・ロッテラーを起用。ベルニュは開幕戦から表彰台に上がり、シーズン4勝をあげてフォーミュラE初のチャンピオンを獲得した。それに対し、ルーキーであるロッテラーは第3戦までは慣れないマシンに苦労したものの、第4戦では初表彰台を獲得してからは上位入賞が増え、年間8位。チーム初となるダブルタイトルの可能性もあったが、ライバルのアウディと2ポイント差でチャンピオンを逃し2位となった。

### 2018-19年シーズン
DSオートモビルズと提携し、DS・テチーター（DS Techeetah）として参戦。それに伴いモーターはルノーからDSオートモビルズに変更された。ドライバーは引き続きベルニュとロッテラーが務める。今シーズンから新たにGen2と呼ばれる第2世代のマシンが導入された。開幕戦では2台ともに他を圧倒する速さを見せ、一時は1位と2位を独占するもペナルティで優勝を逃した。
第5戦では雨のコンディションの中、ロッテラーがライバルのミスにより首位に浮上。一時は優勝するかと思われたが、残り2周のターン2でロッテラーの後ろにつけていたエンヴィジョン・ヴァージン・レーシングのサム・バードに追突されてしまう。この接触で右リアタイヤをバーストしてしまい、最終的には14位に終わる。ベルニュは終始ペースが安定せず13位でフィニッシュした。
第6戦でベルニュがニッサン・e.damsのオリバー・ローランドを7周目に交わすとそのままトップでチェッカーを受け、シーズン初優勝を飾った。ロッテラーも他車との接触がありながらもペースを安定させ4位フィニッシュを果たしている。
第7戦ではロッテラーがキャリア初となるポールポジションを獲得。決勝ではスタートからトップをキープしていたものの、19周目にパナソニック・ジャガー・レーシングのミッチ・エバンスに交わされトップを奪われるとすぐさまアタックモードを使用してエバンスを猛追する。しかし、エバンスもアタックモードでロッテラーを引き離したためオーバーテイクには至らず。ロッテラーはそのまま2位でフィニッシュし、シーズン初となる表彰台を獲得した。一方のベルニュは7位でフィニッシュしたものの、FCY中のスピード違反及びアントニオ・フェリックス・ダ・コスタ(BMW)をオーバーテイクしたことによりタイムペナルティを科され14位に降格となった。この時点でロッテラーはランキング3位に浮上。チームとしてはランキング首位に浮上した。
第8戦では悪天候の中、ライバル勢のトラブルもありロッテラーが2戦連続で2位表彰台を獲得し、ランキング2位に浮上した。母国レースとなったベルニュは6位入賞を果たした。
第9戦の予選ではオリバー・ローランドが最速タイムを出したものの、前戦でのペナルティによりベルニュが今季初(チームとしては2度目)となるポールポジションを獲得した。決勝ではスタートしてからトップをキープし、一時は2位のローランド、3位のフェリペ・マッサ(ヴェンチュリー)らに差を詰められるもなんとか逃げ切り、そのままトップチェッカーを受けた。ベルニュは今季2勝目を挙げるとともに、シーズン初のポール・トゥ・ウィンを果たした。またベルニュはこの勝利によりランキング首位に浮上した。一方のロッテラーは予選最下位となってしまったもののレースでは挽回の走りを見せ9位入賞を果たし、ランキング2位の座を守っている。
第10戦はロッテラーの母国レースとなった。しかしそのロッテラーは2戦連続予選最下位＆ラストロースタートになってしまう。一方のベルニュは予選を8番手で終える。決勝ではベルニュがポジションを5つ上げる追い上げの走りで3位表彰台を獲得し、ポイントランキングトップの座を守っている。ロッテラーもスタートから追い上げを見せていたものの、バッテリートラブルにより今季初のリタイアを喫している。
第11戦はスイス・ベルンでの初開催となった。予選ではベルニュがポールポジション、ロッテラーは8番手と好位置につける。スタート直後にロッテラーを含むほとんどのマシンが最初のコーナーで絡んでしまいコースを塞ぐ形となってしまったため赤旗中断となる。40分ほどの赤旗を経てレースは再開。ベルニュはトップをキープし引き離しにかかろうとするが、2位につけていたミッチ・エバンス(ジャガー)がベルニュよりもペースが良く、やがて追いつかれ攻め立てられてしまう。しかしベルニュは王者としての意地を見せ、なんとかポジションを死守しトップでチェッカーを受けた。今季2勝目。ロッテラーも終盤にアタックモードを使用しながら数台をオーバーテイクし4位でフィニッシュ。しかしロッテラーには赤旗中のピット出口の信号無視があったとしてレースタイムに22秒加算ペナルティが科され14位に降格となった。
第11戦終了時点でランキングトップとなっているベルニュが、2位のルーカス・ディ・グラッシ(アウディ・スポーツ・アプト・シェフラー)を32ポイント差でリード。エバンスが3位、ロッテラーはペナルティもあり4位に転落してしまった。
最終2戦は、昨シーズンと同じくベルニュがポイントリーダーの状態で迎えた。まず第12戦ではランキング順での予選の組み合わせとライバル勢の躍進もあり、2台ともに予選で後方に沈んでしまう。決勝では序盤に2台を含む接触が発生。この時ベルニュとロッテラーが同士討ちし、ロッテラーはフロントウィングを大きく破損してしまう。またベルニュも左リアタイヤをパンクさせ、緊急ピットインを余儀なくされる。その後は追い上げを見せ一時はポイント圏内まで順位を上げたものの、最終ラップでベルニュがフェリペ・マッサ(ヴェンチュリー)を追い抜こうとした際に縁石に乗り上げスピンし、順位を15位まで下げる。そして後方にいたロッテラーを含む数台を巻き込んでしまう。しかしこの時にベルニュは右フロントが壁に接触しており、サスペンションを破損。なんとかゴールまではたどり着いたものの、直後にピット出口横にマシンを止めてしまい、結果ノーポイントとなってしまった。このレースではセバスチャン・ブエミ(ニッサン・e.dams)がシーズン初優勝を飾りランキング4位に浮上した中、チャンピオンシップ争いはベルニュがリードしたまま最終戦を迎えることとなった。
迎えた第13戦(最終戦)。予選では前戦と同じく、2台ともに後方のグリッドに沈む。決勝ではスタート直後にロッテラーが他車と接触し今季2度目のリタイア。一方で、タイトル2連覇がかかっているベルニュは着実に順位を上げていき、最終的に7位でチェッカーを受けた。そして直接のチャンピオン争いであるランキング2位のルーカス・ディ・グラッシが、同じくチャンピオン争いをしていたランキング3位のミッチ・エバンスとの接触で双方ともノーポイントに終わったことで、自身としては2度目となるドライバーズチャンピオンを獲得した。これにより、フォーミュラEでは史上初となるチャンピオンを2回獲得したドライバー及びタイトルを2連覇した唯一のドライバーとなった。また、DS・テチーターとしては悲願のチームチャンピオンも獲得し、チーム初となるダブルタイトルでシーズンを終えた。
ドライバーズランキングはベルニュがチャンピオンを獲得し136ポイント、ロッテラーは終盤の不運が続き前シーズンと同じ8位(86ポイント)で終えた。
ロッテラーは最終戦ニューヨークeプリを最後にチームを離脱し、来シーズンより新たに参戦するポルシェ・フォーミュラEチームから参戦することが発表された。ベルニュは引き続きチームに残留する。

### 2019-20年シーズン
ベルニュは前述の通りチームに残留し、2シーズン連続でドライバーズタイトルの防衛に挑む。2019年9月17日、チームはポルシェへ移籍したロッテラーに代えて、アントニオ・フェリックス・ダ・コスタがBMWから移籍、チームの第2ドライバーとして起用することを発表した。カーナンバーは前シーズンの「28」から変更し、今シーズンは「13」を使用する。
開幕戦と第2戦が連日開催されたディルイーヤeプリ。まず開幕戦はFP1からトラブルが続き、予選でもスーパーポールに進めず、ベルニュが11番手、ダ・コスタはアタックミスもあり21番手からのスタートとなった。決勝ではベルニュが入賞圏内をキープしていたものの、パワーステアリングのトラブルにより初のリタイアを喫した。ダ・コスタはペースを上げられず14位でフィニッシュした。
第2戦ではベルニュがバッテリー交換により決勝は最後尾スタートとなった。そんな中、ダ・コスタがグループステージでトップタイムを記録し1ポイントをもぎ取り、スーパーポールへ見事進出。そのままの勢いでポールポジションを獲るかと思われたが、ここでもアタックミスを犯し、6番手スタートとなった。決勝ではダ・コスタが3番手に浮上し、トップのアレクサンダー・シムズ(BMW)と2番手のセバスチャン・ブエミ(ニッサン・e.dams)を追う展開となった。しかしターン18でブエミに後ろから追突、スピンさせてしまい、のちにドライブスルーペナルティが科され、最終的に13位でフィニッシュ。一方のベルニュは、スタート時は最下位だったもののペースを上げていき、ポイントには届かなかったものの11位フィニッシュを果たした。なお、この第2戦ではダ・コスタも含めドライブスルーやレースタイムへの加算というペナルティが多発したレースとなった。この結果ベルニュが8位、ダ・コスタが10位に昇格。ダ・コスタはこのレースのファステストラップも記録し、2台ともに、今季初ポイントを獲得した。
第3戦と第4戦ではダ・コスタが2戦連続で2位表彰台を獲得。第5戦では、ダ・コスタがチーム移籍後としては初となるポール・トゥ・ウィンを果たした。ベルニュはFP1からレースまで体調が優れない中、後方からの追い上げで3位表彰台を獲得した。この優勝により、ダ・コスタはランキングトップに浮上した。
新型コロナウイルスの影響による開催中止から5ヶ月、ドイツ・ベルリンで最終戦を含む、史上初の6連戦レースが開催。リバースコースとなった第6戦は2台ともにFPから調子を上げ、予選ではダ・コスタがポール獲得、ベルニュが2番手に続きチーム初となるフロントロー独占を果たした。レースではダ・コスタがスタートから1度もトップを譲らずポール・トゥ・ウィンを飾り、前戦マラケシュからの勝利数を2に伸ばした。さらにファステストラップも記録し、見事にグランドスラムを達成した。一方ベルニュは2番手をキープしていたものの、途中アクシデントによるSC導入後からペースが急激に落ち始め、最終的にはルーカス・ディ・グラッシ(アウディ)と接触し最後尾まで後退してしまった。
同じくリバースコースとなった第7戦。第6戦と同じように、2台ともにFPから調子を上げていく。だが予選ではダ・コスタが3戦連続でポールを獲得したのに対し、ベルニュは8番手からスタートすることに。決勝ではダ・コスタが3戦連続でポール・トゥ・ウィンを果たし、チャンピオンに向けて大きなリードを築いた。ベルニュは10位フィニッシュ。
通常のコースとなった第8戦。第6・7戦と同じようにFPからペースを上げていくと、今度はベルニュが今季初となるポールポジションを獲得。一方ダ・コスタは後方グリッドに沈んだ。決勝ではベルニュがスタートからトップをキープするも、途中で回生パドルの誤作動でエネルギーを多く消費してしまうトラブルに見舞われ、徐々に後退。優勝はBMWのマキシミリアン・ギュンターが2勝目。ベルニュはなんとか3位表彰台を獲得した。後方からのスタートだったダ・コスタはレース終盤まで追い上げを見せ、4位フィニッシュ。ランキング2位に浮上したギュンターとの差は68ポイントとなり、初のチャンピオンに王手をかける結果となった。また2台の上位入賞により、チームチャンピオンにも王手をかけた。
同じく通常コースでの開催となった第9戦。ランキングトップのダ・コスタは、このレースを2位以上でフィニッシュするか、ランキング2位のギュンターとの差を60ポイント以上にすれば無条件でチャンピオンが決定するという展開となった。予選ではベルニュが2戦連続でポール獲得。2番手にダ・コスタが続き、第6戦ぶりとなるフロントロー独占となった。決勝では2台同士の順位入れ替えがあったものの、最終的にベルニュが今季初優勝、そしてポール・トゥ・ウィンを飾った。ダ・コスタが2位に続き、チームとしては2017年-18年のサンティアゴeプリ以来となる1-2フィニッシュを達成。
また、ダ・コスタが2位でフィニッシュしたことで、自身としては初のドライバーズチャンピオンを獲得した。同時にチームチャンピオンの座も手にしており、2シーズン連続でダブルタイトルを達成した。ドライバーズチャンピオンは3シーズン連続、チームチャンピオンは2シーズン連続での獲得となった。

## 参照
1. ↑  これによりバードはトップでチェッカーを受けたが、この接触による10秒加算ペナルティで6位に降格となっている。
2. ↑  なお、ポールポジション獲得者に与えられる3ポイントはローランドが獲得している。
3. ↑  予選後にミッチ・エバンス(ジャガー)のマシンにタイヤ圧の違反が見つかりタイム抹消となったため、5番手スタートに昇格した。